# 徐德民 (东北抗日联军)
徐德民（1909年—1938年5月），中华民国时期抗日将领。

## 生平
1934年3月，参加依东土龙山农民暴动。1936年，任民众救国军三团团长。同年秋，民众救国军改编为东北抗日联军第八军，任一师一团团长。1937年3月，率部参加攻打依兰的战斗，11月，率骑兵在依兰团山子镇蚂蚁浪地方与满洲国防军混成二十七旅陈梦麟支队相遇，他率部占领北山制高点与伪军交战获胜。1938年，任抗联第八军一师副师长。同年5月，率部在勃利与日军作战中阵亡。